# Emil Sarnow
Emil Sarnow (* 10. Oktober 1863 in Schwerin; † 25. Oktober 1950 in Frankfurt/M.) war ein deutscher Bibliothekar.

## Leben und Wirken
Emil Sarnow legte seine Reifeprüfung 1883 am Fridericianum Schwerin ab. Anschließend studierte er drei Semester Klassische Philologie und Klassische Archäologie an der Universität Berlin, danach weitere drei Semester an der Universität Heidelberg. Sein Studium beendete er dann an der Universität Leipzig und promovierte dort 1892 bei Johannes Overbeck. Im Jahre 1894 begann er seine bibliothekarische Tätigkeit an der Stadtbibliothek Frankfurt/M., zunächst als Voluntär bzw. wissenschaftlicher Hilfsarbeiter, seit 1901 als Bibliothekar. 1919 wurde ihm der Professorentitel verliehen. In Frankfurt sorgte er vor allem für die Weltkriegssammlung, er arbeitete dort aber auch über die Handschriften- und Inkunabelbestände. 1929 trat er in den Ruhestand.
In seinen Veröffentlichungen beschäftigte sich Sarnow vor allem mit der Geschichte des Buchdrucks in Frankfurt/M.

## Schriften
- Die cyclischen Darstellungen aus der Theseussage in der antiken Kunst und ihre literarische Quelle. Engelmann, Leipzig 1894 (Dissertation Universität Leipzig, mit Lebenslauf) (Digitalisat).
- Die typographische Ausstellung zur Gutenberg-Feier in Mainz. In: Zentralblatt für Bibliothekswesen, Bd. 17 (1900), S. 425–428.
- (Mit-Hrsg.): Mundus novus. Ein Bericht Amerigo Vespucci's an Lorenzo de Medici über seine Reise nach Brasilien in den Jahren 1501/02 (= Drucke und Holzschnitte des XV. und XVI. Jahrhunderts in getreuer Nachbildung, Bd. 9). Heitz, Strassburg 1903.
- Katalog der Bibliothek der Handelskammer zu Frankfurt a.M. Handelskammer Frankfurt/M. 1906 (575 S.).
- Ein Buchtitel Christian Egenolffs mit bildlichen Darstellungen nach Dürer und anderen. In: Einzelforschungen über Kunst und Altertumsgegenstände zu Frankfurt am Main, Bd. 1 (1908), S. 109–114.
- Formschnitte und Kupferstiche im Besitze der Stadtbibliothek zu Frankfurt a.M. (= Einblattdrucke des fünfzehnten Jahrhunderts, Bd. 33). Heitz, Strassburg 1912.
- Handschriften, Einbände, Formschnitte und Kupferstiche des 15. Jahrhunderts. Druckwerke und Einblattdrucke des 15. bis 20. Jahrhunderts; Katalog der ständigen Ausstellung. Baer, Frankfurt a. M. 1920.
- (Hrsg.): Susanna Katharina von Klettenberg / Neue Lieder. Frankfurter Verlagsanstalt, Frankfurt 1925.
- Grundlagen einer Bibliographie der Frankfurter Drucke des 16. Jahrhunderts. In: Gutenberg-Jahrbuch, Bd. 1 (1926), S. 47–55.
- Christian Egenolff, Frankfurts erster ständiger Buchdrucker, zum 27. Dezember 1930. In: Alt-Frankfurt. Geschichtliche Zeitschrift für Frankfurt und ihre Umgebung, Bd. 30 (1930), S. 158–162.
- Die Stadtbibliothek Frankfurt a. M. unter Friedrich Clemens Ebrard 1884–1924. In: Alt-Frankfurt. Geschichtliche Zeitschrift für Frankfurt und ihre Umgebung, Bd. 3 (1930), S. 63–68.